# Cloruro de niobio(IV)
El cloruro de niobio (IV), también conocido como tetracloruro de niobio, es el compuesto químico de fórmula NbCl4. Este compuesto se presenta en forma de cristales de color violeta oscuro, es muy sensible al aire y a la humedad y se desproporciona en cloruro de niobio(III) y cloruro de niobio(V) cuando se calienta.

## Estructura y propiedades
En estado sólido, el cloruro de niobio(IV) se presenta en forma de cadenas de octaedros de bordes compartidos con distancias Nb-Nb alternantes de 302,9 y 379,4 pm. Las distancias más cortas corresponden a enlaces Nb-Nb, que dan lugar al diamagnetismo del compuesto. Su estructura es muy similar a la del cloruro de wolframio(IV).
Otros complejos de coordinación con la fórmula NbCl4L2, como el tetraclorobis (tetrahidrofurano) niobio, sólo forman monómeros dando lugar a un electrón no apareado en el orbital dxy, lo que hace que los compuestos sean paramagnéticos
El cloruro de niobio se oxida e hidroliza rápidamente en el aire para formar óxido de niobio (V).

## Preparación
El cloruro de niobio(IV) suele producirse dejando reaccionar el niobio elemental y los cristales de cloruro de niobio(V) durante varios días en un gradiente de temperatura, con el metal a unos 400 °C y la sal a unos 250 °C.
4 NbCl5 + Nb → 5 NbCl4
El cloruro de niobio(IV) también se puede preparar mediante una reducción similar de cloruro de niobio junto con aluminio en polvo.
3 NbCl5 + Al → 3 NbCl4 + AlCl3
También se utiliza una técnica similar en la síntesis de bromuro de niobio(IV) y cloruro de tántalo(IV). El yoduro de niobio(IV) también existe y puede sintetizarse por descomposición térmica del yoduro de niobio(V) .
A 400 °C el NbCl4 se desproporciona:
2 NbCl4 → NbCl3 + NbCl5

## Reacciones
La desproporción del cloruro de niobio(IV) puede utilizarse para obtener niobio tetraclorobis(tetrahidrofurano), un sintetizador útil en la química del NbIV debido a la labilidad de los ligandos de tetrahidrofurano unidos. Este compuesto puede sintetizarse haciendo reaccionar primero NbCl5 con aluminio en acetonitrilo, seguido de la adición de tetrahidrofurano al sólido resultante mediante la siguiente reacción
3 NbCl5 + Al + 3 CH3 CN → 3 NbCl4 (NCCH3)3 + AlCl3
3 NbCl4(NCCH3)3 + AlCl3 + 3 C4 H8O → 3 NbCl4(thf)2 + 9 MeCN + AlCl3(thf)